# Бродови (песма)
Бродови је песма југословенског и хрватског певача Вице Вукова са којом је представљао Југославију на Песми Евровизије 1963. године у Лондону.
Музику и текст написао је Маријо Нардели, док је оргестром током наступа уживо дириговао Миљенко Прохаска.
У финалу Песме Евровизије 1963. које је одржано 23. марта југословенски представник је наступио као девети од 16 такмичара, заузевши на крају 11. место са свега 3 освојена бода (1 бод од жирија Француске и 2 од жирија Шпаније).